# Fernando Tiscareño
Fernando Tiscareño González (Ciudad Juárez, 12 agosto 1945) è un ex cestista messicano.

## Carriera
Con il Messico ha disputato una edizione dei Mondiali (1967), una dei Giochi olimpici (1968), oltre ai Giochi panamericani 1967 in cui ha conquistato l'argento.